# 121 (numero)
Centoventuno (121) è il numero naturale dopo il 120 e prima del 122. 

## Proprietà matematiche
- È un numero composto e ha i seguenti divisori: 1, 11 e 121. Poiché la somma dei divisori propri è 12 < 121 è un numero difettivo.
- È un numero dispari.
- È l'11° numero quadrato.
- È un numero ottagonale centrato.
- È un numero poligonale centrale.
- È un numero stellato.
- È un numero palindromo il cui quadrato (14641) è palindromo nel sistema numerico decimale. È altresì palindromo nel sistema di numerazione posizionale a base 7 (232), in quello a base 8 (171) e in quello a base 3 (11111). In quest'ultima base è anche un numero a cifra ripetuta.
- È un numero ondulante in base 7, in base 8 e in base 10.
- È un numero potente.
- È un numero di Smith nel sistema numerico decimale.
- È la somma di tre numeri primi consecutivi (37 + 41 + 43).
- È un numero nontotiente.
- È la somma delle prime cinque potenze di 3 (contando anche 30) 121 = 30 + 31 + 32 + 33 + 34.
- È un numero colombiano nel sistema numerico decimale.
- È un numero di Friedman nel sistema decimale.
- È un numero odioso.
- È parte delle terne pitagoriche (121, 660, 671), (121, 7320, 7321).

## Astronomia
- 121P/Shoemaker-Holt è una cometa periodica del sistema solare.
- 121 Hermione è un asteroide della fascia principale del sistema solare.

## Astronautica
- Cosmos 121 è un satellite artificiale russo.

## Chimica
- È il numero atomico dell'Unbiunio (Ubu), nome sistematico dell'elemento, temporaneamente assegnato dalla IUPAC.

### Telefonia
- È il numero telefonico per le emergenze riguardanti l'elettricità in Egitto.
- È il numero segreteria telefonica per i telefoni cellulari appartenenti al network Vodafone nei paesi anglosassoni.[1]

## Letteratura
- Nel libro "I dolori del giovane Werther" il 121 è considerato un numero sacro.